# Lancashire (kanarie)
De Lancashire is een van de oudste kanarierassen die tot de postuurkanaries behoort. 
Van oorsprong is niet veel bekend van dit vogelras maar wel is duidelijk dat hij verantwoordelijk is voor de ontwikkeling van rassen. Voorbeelden hiervan zijn de Yorkshire en de Crested. De Lancashire heeft meerdere malen op het randje gestaan van uitsterven. De meeste Lancashire die wij nu zien zijn gereconstrueerd van andere vogelrassen die zijn ontstaan door hen.

## Categorie
De Lancashire behoort tot de categorie postuurkanarie van de vogelsoort kanarie. Dit ras is het grootste van zijn soort en wel 9 inches oftewel 23 centimeter. Deze maat is wel een aanbevolen maat dus afwijkingen kunnen voorkomen.

## Beschrijving
De kuifvorm moet hoefijzervormig zijn, de achterzijde moet dus glad overgaan in de nekbevedering.
Hoewel bij de meeste postuurkanaries de kleur geen rol speelt wordt in de Engelse standaard, voor de Lancashire een eenkleurige vogel geëist, waarbij bontheid niet toegestaan is. De enige pigmentkleur die de vogel mag laten zien is in de kuif. Hier is een grijze kuifkleur toegestaan

## TT-voorwaarden
Voor een tentoonstelling hebben postuurkanarie keurmeesters  bepaalde voorwaarden waar een vogel aan moet voldoen om het ideale plaatje te vormen. Deze zijn als volgt bepaald:

### Kop
- 30 punten
- Bij de Coppy is de kuif goed gevuld, afhangend tot de snavel en halverwege het oog reikend.
- De kuif heeft de vorm van een hoefijzer. Aan de achterzijde gaat de kuif zonder onderbreking over in de nek.
- Grizzle kuif is toegestaan.
- Bij de Plainhead is de kop vrij fors en zwaar, iets afgeplat op de schedel.
- Wenkbrauwen zijn duidelijk aanwezig en mogen iets boven de ogen hangen.

### Grootte
- 25 punten
- Forse en lange vogel.
- Lengte 22 à 23 centimeter.

### Houding en vorm
- 15 punten
- Fiere opgerichte houding.
- Lichaam lang en gerekt, met volle en ronde borst, brede schouders, goed afgerond.
- Staart lang en breed, iets afhangend.
- De lange vleugels goed aangesloten.

### Hals
- 10 punten
- Een stevige volle nek, met een lichte inval in de kop-hals-rug.

### Rug, bevedering, poten
- 10 punten
- Zachte, goed aansluitende bevedering.
- De rug is recht en vol.
- De poten lang stevig en lichtjes gebogen, zichtbare dijen.

### Conditie
- 10 punten
- Gezond, zuiver en goed verzorgt.
- Kleur geel of wit.
- Geen bont.

## Bonden
- ANPV Algemene Nederlandse Postuurkanarie Vereniging
- NBvV Nederlandse Bond voor Vogelliefhebbers